# Lispocephala africana
Lispocephala africana är en tvåvingeart som beskrevs av Malloch 1935. Lispocephala africana ingår i släktet Lispocephala och familjen husflugor. Inga underarter finns listade i Catalogue of Life.